# Stadtbrand von Konstantinopel (1204)

Karte des byzantinischen Konstantinopel

Der Stadtbrand von Konstantinopel, der am 12. und 13. April 1204 die Metropole am Goldenen Horn traf, war das dritte und letzte Großfeuer, das sich im Zuge des Vierten Kreuzzuges in der zu dieser Zeit größten Stadt des Mittelmeerraumes ereignete. Betroffen war eine Fläche von etwa 10 ha.

## Ursache und Verlauf
Die Kreuzfahrer, die am Petrion-Tor in die Stadt eingedrungen waren, schlugen ihr Lager in dem Gebiet auf, das vom zweiten Feuer etwa acht Monate zuvor getroffen worden war. Geoffroy de Villehardouin, einer der wichtigsten Chronisten des IV. Kreuzzuges, berichtet, dass einige der Männer, die im Lager des Bonifaz von Montferrat waren, aus Angst angegriffen zu werden, einige Häuser anzündeten. Während Villehardouin behauptet, er wisse nicht, wer die Häuser angesteckt habe, erwähnt Gunther von Pairis „quidam comes Teutonicus“, einen ‚gewissen deutschen Grafen‘. Niketas Choniates, der byzantinische Chronist, berichtet, das Feuer sei beim Euergetes-Kloster ausgebrochen. Der Westwind war offenbar nicht sehr stark. 
Dieses Feuer war die kleinste der drei Brandkatastrophen, die Konstantinopel in dieser Zeit trafen. Die betroffene Fläche reichte bis zum Drungariertor, dem heutigen Odun Kapı. Da in Perama bereits im letzten Jahr das große Feuer gewütet hatte, erlosch das neue Feuer dort recht schnell. Das Christus-Pantokrator-Kloster überstand das Feuer unbeschadet, wurde aber am nächsten Tag von den Kreuzfahrern geplündert.